# NGC 711
NGC 711 è una galassia lenticolare situata nella costellazione dell'Ariete, a una distanza di circa 223 milioni di anni luce dalla nostra Via Lattea.

## Scoperta
La galassia è stata scoperta il 4 novembre 1881 dall'astronomo francese Édouard Stephan.

## Descrizione
NGC 711 presenta una larga riga a 21 cm dell'idrogeno neutro.

## Gruppo di UGC 1384
NGC 711 fa parte del Gruppo di UGC 1384 assieme a IC 1736 e altre 7 galassie.